# Thomas Gerull
Thomas Gerull (Itzehoe, 2 gennaio 1962) è un ex schermidore tedesco, vincitore di una medaglia d'argento nella scherma ai giochi olimpici.